# O Trapalhão e a Luz Azul (álbum)
O Trapalhão e a Luz Azul é a trilha sonora do filme de mesmo nome, lançada em 1999. O álbum é constituído por canções tocadas ao decorrer do filme, exceto a primeira faixa "Longe do Mundo (Cuca House Mix)" interpretada pelo grupo SNZ e as duas últimas que pertencem ao filme Simão, o Fantasma Trapalhão de 1998.

## Faixas
| N.º | Título                                          | Intérprete     | Duração |  |
| 1.  | "Longe do Mundo (Cuca House Mix)"               | SNZ            | 4:22    |  |
| 2.  | "Minha Alma (A Paz Que Eu Não Quero)"           | O Rappa        | 5:02    |  |
| 3.  | "Mulher de Fases"                               | Raimundos      | 3:32    |  |
| 4.  | "Fetiche"                                       | Caxa           | 3:45    |  |
| 5.  | "Pode Me Dar"                                   | André Segatti  | 4:13    |  |
| 6.  | "Pelados Em Santos"                             | Titãs          | 3:27    |  |
| 7.  | "Longe do Mundo"                                | SNZ            | 3:50    |  |
| 8.  | "Romance (Instrumental)"                        | Fernando Moura | 1:37    |  |
| 9.  | "Guerra (Instrumental)"                         | Fernando Moura | 2:56    |  |
| 10. | "Magia (Instrumental)"                          | Fernando Moura | 2:50    |  |
| 11. | "Simão, o Fantasma Trapalhão (Tema da Bagunça)" | Caxa           | 2:55    |  |
| 12. | "Simão, o Fantasma Trapalhão (Tema do Simão)"   | Caxa           | 2:45    |  |